# Контрола старта
Контрола старта (launch control) је електронска помоћ која помаже возачима тркачких и путничких аутомобила да убрзају из стања мировања. Мотоцикли су у различитим случајевима опремљени механичким и електронским уређајима, како за употребу на улици, тако и на тркама.
Популарни аутомобили са контролом старта (launch control) укључују BMW M серију, одређене брендове из Volkswagen групације са DSG мењачем (најпознатији је Bugatti Veyron), Porsche 911 (режим sport+), Panamera Turbo, Alfa Romeo са TCT мењачем и неке моделе компаније General Motors. Mitsubishi је такође уградио контролу старта у свој дупло квачило ССТ мењач, у "S-Sport" режиму, али је тај режим доступан само у моделима Evolution X MR и MR Touring (USDM). Jaguar F-Type такође има контролу старта. Nissan GT-R има електронику за контролу покретања, али компанија не користи термин „контрола старта“ јер су неки власници тај термин повезали са искључивањем електронске контроле стабилности ради бржег покретања, што може поништити гаранцију на погонски систем. Једна верзија модела Nissan GT-R омогућава кориснику да покрене возило тако што пребаци контролу проклизавања у режим "R".

## Операција
Контрола старта (launch control) је, у суштини, други ограничивач обртаја. Функционише тако што користи електронски гас и рачунарски програм у електронском систему управљања, односно преко прекида довода горива или варнице у механичком систему са папучицом гаса. Софтвер може контролисати убрзање на основу карактеристика мотора како би возило убрзавало што глатко и брже могуће, избегавајући проклизавање погонских точкова, оштећење мотора услед прекомерног обртаја, као и проблеме са квачилом и мењачем.
Гледајући опширније, контрола старта држи број обртаја мотора на унапред подешеној вредности, омогућавајући да се изгради снага пре него што рачунар или возач искористи квачило.
У тркачким аутомобилима, ова функција је доступна само на почетку трке, док је возило непомично на стартној позицији. Када аутомобил достигне одређену брзину, софтвер се деактивира. Традиционална контрола старта је изводљива само код путничких возила која имају квачило или сет квачила — што укључује аутомобиле са мануелним или двоструким квачилом.
Путнички аутомобил са аутоматским мењачем обично користи софтвер за покретање возила уз истовремено притискање кочнице и додавање гаса. — што је другачије од саме контроле старта.

## Контрола старта накнадне уградње

### Двоетапно ограничење обртаја
Савремена возила све чешће долазе са фабрички уграђеним системима контроле старта. Међутим, ако возило није опремљено таквим системом, могу се купити и инсталирати накнадно уграђене верзије контроле старта. Једна од честих начина накнадно уграђених контрола старта позната је као двоетапно ограничење обртаја мотора. Двоетапни ограничивач обртаја је модул који контролише број обртаја мотора ради контролисаног старта и оптималних поставки снаге. Овај систем ограничава број обртаја у две тачке. Прва тачка је подешена да ограничи обртаје на жељени опсег за старт, а друга је ограничење заштите мотора од прекомерних обртаја. Ограничење се управља преко модулатора регулацијом горива и паљења. Када се достигне жељени број обртаја, двоетапни систем подешава параметре тако да се производња снаге зауставља док се не ослободи. Важно је напоменути да је накнадни двоетапни ограничивач обртаја изводљив само код возила са мануелним мењачем. Контрола старта за аутоматски мењач захтева другачије подешавање.

## Историја
Развој електронике током осамдесетих година 20. века омогућио је увођење контроле старта. Године 1985, тркачки аутомобил Renault RE60 складиштио је информације на дискeта који су касније инжењери преузимали у боксевима, добијајући детаљне податке о понашању аутомобила. Касније је захваљујући телеметрија могућ пренос података радио-везом између боксева и аутомобила. Повећање коришћења електронике омогућило је инжењерима да мењају подешавања током вожње, што се зове двосмерна телеметрија.
Међу електронским помагалима били су полу-аутоматски мењач, ABS, контрола тракције и активно ослањање. Модел Williams FW15C из 1993. године имао је свa овa помагала. Овај тренд је прекинут од стране FIA када је забранио ова помагала за сезону 1994, сматрајући да су умањивала значај вештине возача. Забрањена је и двосмерна телеметрија, која је касније поново дозвољена јер је било тешко открити скривени код који би могао кршити правила.
Потпуно аутоматски мењач, контрола тракције и контрола старта су поново дозвољени од Шпанске Гран При 2001, али су од сезоне 2004 и 2008 поново забрањени како би се смањили трошкови такмичења у Ф1.
Од функције која се углавном могла наћи само у тркачким аутомобилима, контрола старта је сада доступна у готово свим модерним брендовима путничких возила. Брендови као што су BMW, Dodge и Mercedes имплементирали су систем контроле старта у поједине моделе својих возила.

## Разлог употребе
Тркачки возачи имају врло кратко време на почетку трке да постигну конкурентно убрзање. Велика снага преношена на мењач и погонске точкове не може лако бити контролисана чак ни од стране највештијих возача.
Контрола старта је такође веома корисна код мотора са турбопуњачем. Због начина рада мотора, није могуће одмах имати 100% снаге мотора на располагању. Са системом контроле старта, обезбеђује се да мотор добија довољан издувни притисак да одржава притисак пуњења. Овај ефекат се може додатно појачати постепеним одлагањем времена паљења од стране софтвера до одређеног броја обртаја.
Контрола старта је првобитно намењена да омогући возилима што брже убрзање са стајања, уз оптималне услове мотора. Међутим, аутомобилске заједнице у Сједињеним Америчким Државама почеле су да организују догађаје око споредног ефекта система контроле старта — ефекта познатог као "бекфајер". Коришћењем постпродајних система контроле старта, возачи могу да манипулишу подешавањима дотока горива и паљења. Смањењем угла паљења, долази до накупљања неискоришћеног горива у издувном систему, што при избацивању изазива јачу експлозију праћену гласним пуцањем (тзв. бекфајер, енгл. backfire). У неким случајевима, системи се модификују тако да производе и велике пламенове који излазе из издувне цеви. У појединим ауто-заједницама организују се такмичења за најгласнији пуцањ или највећи пламен.

## Напредне функције и развој система контроле старта
Системи контроле старта су током последњих деценија еволуирали из једноставних блокада обртаја мотора у комплексне, високо интегрисане системе у савременим аутомобилима. Данашња контрола старта представља уравнотежену комбинацију перформанси, безбедности и очувања мотора и преносног система.

### Интеграција са електронским системима
Модерна контрола старта функционише у сарадњи са више електронских система у возилу, као што су:
- Електронска контрола стабилности (ESC) – смањује ризик од губитка контроле у првим секундама кретања возила
- Контрола тракције (TCS) – спречава проклизавање точкова на клизавој подлози
- Систем против блокирања точкова (ABS) – побољшава стабилност при старту, нарочито на неравним или неједнако пријањајућим подлогама
- Електронска контролна јединица – управља бројним параметрима као што су паљење, доток горива и обртни моменат

### Адаптивна контрола и вештачка интелигенција
Савремени системи у неким моделима возила користе вештачку интелигенцију и адаптивне алгоритме како би:
- распознали услове подлоге (асфалт, шљунак, лед)
- прилагодили обртаје, притисак у гумама и друге параметре у реалном времену
- оптимизовали убрзање и смањили механичко оптерећење

### Контрола старта у електричним возилима
Електрични аутомобили могу скоро одмах да пренесу силу мотора на точкове, што им омогућава да крену веома брзо, без икаквог кашњења. Системи контроле старта у овим возилима углавном раде преко софтвера који пажљиво управља снагом мотора, како би спречили проклизавање точкова, посебно код возила високих перформанси.

### Будућност и аутономна технологија
У развоју су системи који користе аутономну технологију, где ће контрола старта бити део шире вештачке одлуке коју возило доноси на основу података са сензора, камере и предиктивних модела. Ово омогућава не само оптималан старт, већ и већу безбедност и мању потрошњу енергије.

## Коришћење на мотоциклима
Улични мотоцикли су фабрички опремљени уређајима који прилагођавају карактеристике снаге захтевима возача. Такмичари у конкуренцији често то називају брзи старт са места. Тркачке машине све више користе додатне технологије за измену ослањања ради снижавања положаја и побољшања аеродинамике.
У дисциплини мотокрос користе механичке уређаје за побољшање старта трке за привремено сабијање предњег ослањања пре старта.

## Безбедносни аспекти контроле старта
Контрола старта, иако веома корисна у тркачким и спортским условима, може представљати ризик ако се користи неисправно или у неповољним условима. Неконтролисано покретање уз високе обртаје може довести до губитка контроле над возилом, што повећава ризик од несрећа. Због тога произвођачи углавном препоручују коришћење контроле старта само на одговарајућим површинама и уз одговарајућу обуку возача.
Поред тога, неадекватна употреба накнадно уграђених система може угрозити интегритет погонског система и довести до прераног хабања квачила, мењача и мотора. Због тога је важно да сви системи буду правилно уграђени и подешени од стране стручњака.
Такође, савремени системи контроле старта интегришу разне безбедносне механизме као што су контрола проклизавања и интеграција са електронским системима стабилности, што доприноси сигурнијем покретању и минимизирању оштећења на возилу.

## Галерија
- Централна конзола где се види прекидач за контролу старта са леве стране
- Кабина Ferrari FXX, где се види дугме за контролу старта на средини централне конзоле
- Управљач Toyota Формула 1 са дугметом за контролу старта у средини, са леве стране
- Caterham Формула 1 са дугметом за контролу старта при дну у средини